# Martina Strutz
Martina Strutz (Schwerin, 4 november 1981) is een Duitse atlete, die zich heeft toegelegd op het polsstokhoogspringen. Ze veroverde enkele Duitse titels op dit onderdeel. Ook nam ze tweemaal deel aan de Olympische Spelen, maar won hierbij geen medailles.

## Carrière
In 2000 eindigde Strutz als negende bij het polsstokhoogspringen op de wereldkampioenschappen voor junioren in Santiago.
Tijdens de wereldindoorkampioenschappen van 2006 in Moskou werd de Duitse uitgeschakeld in de kwalificaties van het polsstokhoogspringen; ze eindigde als negende in de eindrangschikking. Op de Europese kampioenschappen in Göteborg, later in datzelfde jaar, eindigde Strutz in haar specialiteit op de vijfde plaats.
In 2011 nam ze deel aan de wereldkampioenschappen in Daegu. Op dit toernooi behaalde ze het grootste succes uit haar carrière door, achter de Braziliaanse Fabiana Murer, bij het polsstokhoogspringen de zilveren medaille voor zich op te eisen.
Op de Olympische Zomerspelen 2012 in Londen drong ze met 4,55 in de kwalificatieronde door tot de finale. In de finale kwam ze wederom niet verder dan 4,55 en behaalde hiermee een vijfde plaats.

## Titels
- Duits kampioene polsstokhoogspringen - 2011, 2013
- Duits indoorkampioene polsstokhoogspringen - 2006

## Persoonlijke records
Outdoor
| Onderdeel            | Prestatie             | Datum            | Plaats |
| -------------------- | --------------------- | ---------------- | ------ |
| polsstokhoogspringen | 4,80 m (ex-nat. rec.) | 30 augustus 2011 | Daegu  |

Indoor
| Onderdeel            | Prestatie | Datum            | Plaats  |
| -------------------- | --------- | ---------------- | ------- |
| polsstokhoogspringen | 4,55 m    | 27 februari 2011 | Leipzig |

## Palmares

### polsstokhoogspringen
- 2000: 5e WJK - 4,00 m
- 2005: 6e in kwal. EK indoor - 4,30 m
- 2006: 9e in kwal. WK indoor - 4,45 m
- 2006: 5e EK - 4,50 m
- 2011:  WK - 4,80 m
- 2012:  Prefontaine Classic – 4,38 m
- 2012:  EK - 4,60 m
- 2012: 5e OS - 4,55 m
- 2015: 8e WK - 4,60 m
- 2016: 9e OS - 4,60 m